# Graphonotus
Graphonotus är ett släkte av skalbaggar. Graphonotus ingår i familjen vivlar.

## Dottertaxa tillGraphonotus, i alfabetisk ordning[1]
- Graphonotus albescens
- Graphonotus albocaudatus
- Graphonotus annosus
- Graphonotus apicepunctatus
- Graphonotus atrofulvus
- Graphonotus balteatus
- Graphonotus biolleyi
- Graphonotus bituberculatus
- Graphonotus bivittatus
- Graphonotus carinifrons
- Graphonotus cinctipennis
- Graphonotus decarinatus
- Graphonotus defectus
- Graphonotus detuberculatus
- Graphonotus dufaui
- Graphonotus fraternus
- Graphonotus geminus
- Graphonotus griseus
- Graphonotus incomptus
- Graphonotus insularis
- Graphonotus leporinus
- Graphonotus lherminieri
- Graphonotus lituratus
- Graphonotus maculicollis
- Graphonotus postalbatus
- Graphonotus posticatus
- Graphonotus quadrifasciatus
- Graphonotus semicarinatus
- Graphonotus semituberculatus
- Graphonotus sextuberculatus
- Graphonotus tuberculosus
- Graphonotus variegatus
- Graphonotus variisquamis